# Antica Chiesa d'Oriente
L’Antica Chiesa d'Oriente (in siriaco ܥܕܬܐ ܥܬܝܩܬܐ ܕܡܕܢܚܐ ʿĒdtā ʿAttiqtā ḏMaḏnḥā) è una chiesa autocefala di tradizione siro-orientale nata nel 1964 da una scissione in seno alla Chiesa assira d'Oriente. La sede del Catholicos-Patriarca è Baghdad, capitale dell'Iraq.

## Storia
Era tradizione della Chiesa d'Oriente che, alla morte del Catholicos-Patriarca il successore fosse sempre della stessa famiglia, generalmente un nipote. Nel 1552 l'opposizione a tale tradizione condusse ad una scissione nella quale apparve una nuova linea di patriarchi rivale della precedente che inizialmente entrò in comunione con Roma, ma che poi, dopo un secolo, nel quale adottò la stessa norma della successione ereditaria, si distaccò da Roma.
Nel 1964, il patriarca Shimun XXI, capo della Chiesa assira d'Oriente, che era di tale linea, viveva in esilio negli Stati Uniti, essendo stato espulso dall'Iraq nel 1933.  Da ragazzo era stato affidato alle cure dell'arcivescovo anglicano di Canterbury e aveva ricevuto un'educazione britannica. Riformò alcune norme della Chiesa, abbreviando il digiuno quaresimale che precede la Pasqua e adottando il calendario gregoriano. A Baghdad un gruppo tradizionalista protestò contro tali novità, imposte dall'estero a dispetto della prassi secolare nella patria. Inoltre si criticava la norma dell'ereditarietà della successione patriarcale. Per questi motivi nel 1964 si fondò in Iraq l'Antica Chiesa d'Oriente, il cui clero si mise sotto la giurisdizione del vescovo Thoma Darmo, che stava in India come metropolita e già dal 1960 criticava la prassi della successione ereditaria. Nel 1968, questi ritornò in Iraq e consacrò tre vescovi, i quali poi gli conferirono la consacrazione patriarcale. Morì nel 1969 e nel 1970 Addai II divenne patriarca.
Nel 1975, Shimun XXI, patriarca dell'altra chiesa, fu assassinato in California. Il suo successore Dinkha IV abolì l'ereditarietà della successione patriarcale. Nel 1976, la sua chiesa adottò il nome "Chiesa assira d'Oriente", che la distingue dall'Antica Chiesa d'Oriente di Addai II. Nel 1999, riconobbe la validità di tutte le ordinazioni conferite dall'Antica Chiesa d'Oriente. Riguardo al calendario, la chiesa di Dinkha IV ritornò nel 2006 a celebrare secondo il calendario giuliano la Pasqua (ma non le feste fisse quali il Natale), gesto al quale la chiesa di Addai II rispose nel 2010 decidendo di celebrare il Natale secondo il calendario gregoriano.
Dopo la morte nel 2015 di Dinkha IV a Chicago, dove risiedeva, fu eletto patriarca della Chiesa assira d'Oriente Gewargis III, con il quale la sede patriarcale di questa chiesa tornò in Iraq, a Erbil, permettendogli più frequenti contatti con i dirigenti dell'Antica Chiesa d'Oriente.

## Struttura
Oltre alla sede patriarcale a Baghdad, l'Antica Chiesa d'Oriente ha sedi metropolitane a Kirkuk e a Mosul nel nord dell'Iraq e in Siria. L'arcidiocesi dell'America del Nord (con sede in Canada)  è metropolitana per due diocesi negli Stati Uniti (Chicago e California), per quella in Europa e per quella in Australia e Nuova Zelanda.
I suoi fedeli sono fra 50.000 e 70.000.

## Cronotassi dei Patriarchi
- Thoma Darmo (ottobre 1968 - 7 settembre 1969 deceduto)
- Addai II Giwargis (febbraio 1970 - 11 febbraio 2022 deceduto)
  - Yacoub Daniel (3 giugno - 14 agosto 2022 dimissionario)[4]
- Gewargis III Younan, dal 12 novembre 2022[5]